# 로이 할리
로이 할리(Roy Halee)는 미국의 음반 제작자 겸 엔지니어로서 사이먼 & 가펑클과 함께 작업한 것으로 잘 알려져 있으며, 그룹과 솔로 프로젝트 모두로 알려져 있다.

## 젊은 시절
그는 뉴욕의 롱아일랜드에서 자랐다. 로이 할리라고도 불리는 그의 아버지는 1940년대 후반 테리툰스 만화에서 마이티 마우스에게 노래하는 목소리와 함께 1951년부터 1961년까지 헤클과 제클의 목소리를 제공했다.

## 개인 생활
그의 아들 로이 할리 주니어는 뉴욕 CBS TV 프로그램인 《60분》에서 제작 후 믹서기 기사를 맡고 있다.